# Revue d'Histoire Ecclésiastique
A Revue d'histoire ecclésiastique  é uma revista acadêmica revisada por pares, especializada em História eclesiástica. Terceiras partes independentes têm descrito essa revista como "a melhor revista internacional de história da  Igreja  Católica".
Foi estabelecida em 1900, no âmbito da Universidade Católica de Louvain, por Alfred Cauchie (1860-1922), professor de História daquela Universidade. A publicação foi interrompida durante a Primeira Guerra Mundial e só foi restabelecida em 1921. Desde 1970, é publicada conjuntamente pelas  Universidade Católica de Louvain (UCLouvain) e pela Universidade Católica de Leuven, ambas criadas por desmembramento da antiga Universidade Católica de Louvain, extinta em 1968.